# Calvignasco
Calvignasco (Calvignasc in dialetto milanese, AFI: [kalviˈɲask]) è un comune italiano di 1 192 abitanti della città metropolitana di Milano in Lombardia. È il più piccolo comune per superficie della città metropolitana.

## Geografia fisica
Calvignasco, con il comune di Alzano Scrivia (provincia di Alessandria), può essere considerato il comune più pianeggiante d'Italia, essendo il dislivello massimo del territorio comunale pari a 1 metro.

## Storia
Ai margini con il territorio della Provincia di Pavia, tra Rosate ed il pavese Casorate Primo, il comune di Calvignasco è attraversato ed irrigato dalle acque del Canale Ticinello. La sua storia è rimasta legata per secoli a quella del comune di Binasco, al punto che non è facile trovare documenti rilevanti che ne riferiscano per la sua individualità o per quella delle frazioni Bettola, dove ha sede il municipio, e Ponte. Il nome del borgo sembra sia derivato dal nome latino Calvinius. Anticamente il comune era parte del feudo di Moncucco, a suo tempo infeudato alla famiglia dei Visconti di Fontaneto, e ancora prima, alla Corte di Masino. È uno dei pochissimi comuni lombardi a non avere un proprio edificio parrocchiale. 

### Simboli
Lo stemma e il gonfalone sono stati concessi con DPR del 17 novembre 1992. 
Non si conosce con precisione l'origine dello stemma, tuttavia sembra lecito supportare la tesi secondo cui le due fasce d'azzurro che lo attraversano alludano al Naviglio di Bereguardo ed al Naviglio Pavese, all'interno dei quali si estende il territorio di questo comune. Il gonfalone è un drappo d'azzurro.

## Monumenti e luoghi d'interesse

### Chiesa
San Michele (che dal punto di vista ecclesiastico dipende dalla prepositurale di Casorate Primo, mentre Bettola fa capo a Rosate) è un edificio di antiche origini, dedicato all'arcangelo già dal XIV secolo. La sostanza del suo assetto attuale dipende dalla ricostruzione avviata nel 1605, all'epoca in cui il cardinal Federico Borromeo aveva visitato la chiesa trovandola troppo piccola.

## Società

### Evoluzione demografica
- 202 nel 1751
- 229 nel 1771
- 400 nel 1805
- 770 nel 1809 dopo annessione di Bubbiano
- annessione a Casorate nel 1811
- 469 nel 1853
- 511 nel 1859

Abitanti censiti

Secondo i dati ISTAT al 31 dicembre 2010 la popolazione straniera residente era di 72 persone.
Le nazionalità maggiormente rappresentate in base alla loro percentuale sul totale della popolazione residente erano:
Marocco 21 1,76%
Romania 19 1,59%

## Amministrazione
Sindaco Giuseppe Gandini ,ViceSindaco Emilio Felice Bossi,
Assessore Stefania La Feltra,
Consigliere:Emanuele Borroni,
Ambrogio Pogliani,
Pasquale De Simone,
Martina Sardone,
Giulia Radici